# گل‌دشت (بروجرد)
گُل‌دشت 
گلدشت (Goldasht) نام یک منطقه عمومی گردشگری در شهرستان بروجرد در غرب ایران است. این منطقه در غرب شهر بروجرد و در دامنه رشته کوههای زاگرس قرار گرفته است. گلدشت یک دره قیفی شکل به طول تقریبی هفت کیلومتر است که از حوالی روستای کپرگه آغاز و تا تپه چغا در غرب شهر بروجرد ادامه می یابد.
جاده ای به طول 12 کیلومتر از مجاور تپه چُغا در طول گلدشت عبور می کند و تا روستای کپرگه ادامه می یابد که محور اصلی گردشگری در این منطقه است. در واقع گلدشت یک مسیر روستایی است که در غرب بروجرد امتداد دارد و به دلیل وجود آب و درختان زیبا جذابیت مطلوبی کسب کرده که همواره یکی از گردشگاه هایی بوده که دسترسی به آن آسان است.
طبیعت جنگلی گلدشت بروجرد چندین روستا را در خود جای داده است که روستاهای فیال، شیخ میری، قلعه و کپرگه بخشهای مهم آن هستند. بهترین منطقه خوش آب و هوای بروجرد سر تا سر مسیر جاده گلدشت است که مملو از درختان سیب، آلبالو و گیلاس بوده و عطر خوش آن ها تمام فضا را پرکرده است. انتهای این باغ ها نیز به رودخانه پر آب و زیبای گلرود ختم می‌شود.
روستای کپرگه که داخل این منطقه قرار دارد مسیر آن از روستای شیخ میری سادات می‌گذرد. این روستا نیز دارای هوای مطبوع و باغات فراوان سیب است که دوغ محلی آن بسیار معروف است ودر انتهای این روستا، تنگه کپرگه واقع است که مکان بسیار مناسبی برای علاقه‌مندان به کوهنوردی است.
اگر با ماشین از غرب بروجرد در جاده شیخ میری به سمت گلدشت ‏رانندگی کنید، حدودا 12 کیلومتر راه خواهید داشت. این مسیر در اواخر بهار و در فصل تابستان بسیار زیبا و ‏دیدنی است چرا که سر تا سر آن را درختان سیب و آلبالو و گیلاس کاشته‌اند و بدین ترتیب بهشتی بی‌بدیل با ‏عطر خوش میوه‌ها و سرسبزی درختان پدیدار گشته است. رودخانه‌هایی با آب خنک و گوارا بر این باغات ‏سرک می‌کشند و با سخاوت تمام باعث سرسبزی این منطقه می‌شوند. ‏
منطقه گلدشت تا سال ۱۳۵۳ جزئی از روستای شیخ‌میری سادات بود که به موجب تفاهم نامه ای که ما بین کدخدا مراد روستای فیال و کدخدا محمدعلی روستای شخمیری سادات امضا شد این منطقه به روستای فیال واگذار شد.

## جمعیت
بنابر سرشماری مرکز آمار ایران، جمعیت گلدشت در سال ۱۳۹۵ برابر با ۱۷۷۲ نفر بوده‌است که از این میان ۸۹۹ نفر مرد و بقیه زن بوده‌اند. این منطقه ۳۵۰ خانوار دارد.